# Joan Magrinyà Sans
Joan Magrinyà Sans (Reus, segle xix - a l'exili, segle XX) va ser un advocat i dibuixant català.
Josep Olesti en fa una síntesi biogràfica: de família benestant, els seus pares eren joiers a Reus, va estudiar la carrera de Dret a la Universitat de Barcelona, on es va llicenciar cap al 1908. Instal·là un bufet a Reus i va exercir d'advocat fins al 1936. Era conegut sobretot per la seva facilitat pel dibuix i amb molta ironia feia caricatures de personatges reusencs. Va publicar a gairebé tota la premsa local les seves caricatures i dibuixos, on presentava humorísticament situacions d'actualitat. Va dibuixar sobretot per Les Circumstàncies on signava normalment Johnny, però també publicava al Diario de Reus, Foment, Avui, Color i El Heraldo de Reus. També publicava articles sobre dret laboral a algunes publicacions reusenques però sobretot al Diari de Vic, on hi tenia amics, cap els anys trenta del segle xx. Al seu despatx de Reus també es dedicava al dret laboral, i va ser membre dels jurats mixtos a la província de Tarragona. Mobilitzat el 1936, va anar amb grau de sergent al Front d'Aragó. A l'acabar la guerra civil, s'exilià i va morir en lloc i data desconeguda.